# (817) Annika
(817) Annika és un asteroide del cinturó d'asteroides descobert el 6 de febrer de 1916 per Maximilian Franz Wolf des de l'observatori de Heidelberg-Königstuhl, Alemanya.
Es desconeix l'origen del nom.